# Are You That Somebody?
"Are You That Somebody?" is een single van de zangeres Aaliyah, opgenomen voor de soundtrack van de film Dr. Dolittle. Het nummer werd geschreven door Static Major en Timbaland.

## Charts
In de Verenigde Staten was "Are You That Somebody" een tijd de meest gedraaide single op de radio. In de Billboard Hot 100 ging het minder goed, de single haalde de 21e plaats en stond slechts acht weken in de lijst. In Engeland haalde deze single de elfde plaats en in Nederland de derde. Aaliyah stond met deze single vijftien weken in de top 40.

## Albumverschijningen
- Dr. Dolittle OST (1998)
- I Care 4 U (2002) - compilatie
- Ultimate Aaliyah (2005) - compilatie